# Никулин, Валерий Николаевич
Вале́рий Никола́евич Нику́лин (1945—1999) — советский и казахстанский тренер по боксу. В течение многих лет работал тренером в спортивном обществе «Динамо» города Кустаная, личный тренер титулованных советских боксёров Александра Мирошниченко и Эрика Хакимова. Заслуженный тренер СССР. Также известен как спортивный функционер, вице-президент Федерации профессионального бокса СССР.

## Биография
Валерий Никулин родился 5 ноября 1945 года в городе Челябинске, РСФСР. В молодости сам серьёзно занимался боксом, выполнил норматив мастера спорта СССР. Является выпускником Челябинского педагогического института (ныне Южно-Уральский государственный гуманитарно-педагогический университет).
После завершения спортивной карьеры перешёл на тренерскую работу, занимался подготовкой начинающих боксёров в физкультурно-спортивном обществе «Динамо» в городе Кустанай. Занимал должность директора кустанайской областной спортивной школы молодёжи.
За долгие годы тренерской работы подготовил нескольких известных боксёров, добившихся большого успеха на международной арене. Один из самых известных его учеников — мастер спорта международного класса Александр Мирошниченко, бронзовый призёр летних Олимпийских игр в Сеуле, серебряный призёр чемпионата мира, бронзовый призёр Кубка мира, финалист Игр доброй воли, обладатель двух бронзовых наград чемпионатов Европы, позже сделавший успешную карьеру среди профессионалов. Другой его воспитанник, мастер спорта международного класса Эрик Хакимов, является бронзовым призёром Игр доброй воли, чемпион СССР, обладатель Кубка СССР, многократный призёр советских национальных первенств.
За выдающиеся достижения на тренерском поприще Валерий Николаевич Никулин был удостоен почётного звания «Заслуженный тренер СССР» (один из пяти казахстанских тренеров по боксу, кто удостоился этого звания). Также имеет звание заслуженного тренера Казахской ССР и награжден почетной грамотой Верховного Совета Казахской ССР
Стоял у истоков Федерации профессионального бокса Казахстана. Занимал должность заместителя президента Федерации профессионального бокса СССР.
Старший сын от первого брака Никулин Эдуард Валерьевич.
Жена — Ираида Викторовна Никулина. Сын — Владислав Валерьевич Никулин.
Умер 25 июля 1999 года в Костанае в возрасте 53 лет.